# Mintiu Gherlii
Mintiu Gherlii (deutsch Deutschendorf, ungarisch Szamosújvárnémeti) ist eine Gemeinde im Kreis Cluj in Siebenbürgen, Rumänien.
Der Ort ist auch unter den rumänischen veralteten Bezeichnungen Mintiul Gherlei und Nimtiu Gherlii der ungarischen Németi und der deutschen Bezeichnung Deutsch-Neudorf bekannt.

## Bevölkerung
Nach der Volkszählung von 2002 leben auf dem Gebiet der Gemeinde 3860 Einwohner, davon waren 95,5 % Rumänen, 1 % Ungarn und 3,4 % waren Roma.